# Luft (Pass)
Die Luft (auch In der Luft, manchmal Hohenbrand) ist ein 628 m ü. A. hoher Gebirgsübergang in Niederösterreich zwischen Kettenreith und Kirchberg an der Pielach.
Die Passhöhe ist auf beiden Rampen durch mehrere Serpentinen erschlossen. Am Scheitel befindet sich das ehemalige Gasthaus Luft, die Siedlung Hohenbrand befindet sich auf der nordwestlichen Passseite. Über die Passhöhe führen auch der Voralpen-Weitwanderweg 04 sowie der Europäische Fernwanderweg E4.